# South African Medical Journal
Le South African Medical Journal est une revue médicale mensuelle revue par les pairs en libre accès et publiée en Afrique du Sud depuis 1884. Elle est parrainée par le South African Medical Association (en) et publiée par la branche éditoriale de l'association, le Health & Medical Publishing Group. Daniel Ncayiyana (en) a été le premier éditeur-en-chef noir de la revue.

## Recension et indexation
Le journal est recensé et indexé dans BIOSIS Previews (en), Current Contents/Médecine Clinique, PubMed/MEDLINE, et le Science Citation Index. Selon le Journal Citation Reports, la revue a un facteur d'impact en 2009 de 1 325, la classant 65e parmi les 133 revues dans la catégorie "Médecine, Générale et Interne".